# バウシャル
バウシャル（アラビア語: بوشر Bawšar / Bawshar）は、オマーン北東部のマスカット特別行政区の州である。東にムトラ、西にマスカット国際空港、北にオマーン湾に接する。2010年の人口は約19.2万人で、43の村と町を含む。オマーン最大のスーパーであるルル・ハイパーマーケットが有る。巨大ショッピング・モールも多い。